# Fernando Cos-Gayón
Fernando Cos-Gayón y Pons (Lérida, 27 de mayo de 1825-Madrid, 20 de diciembre de 1898) fue un periodista y político español, ministro de Hacienda durante el reinado de Alfonso XII, cartera que repetiría junto a las de Justicia y Gobernación durante la regencia de María Cristina de Habsburgo-Lorena. 

## Biografía
De origen montañés (la casa solariega estaba cercana al pueblo de Cabezón de la Sal), era hijo de un brigadier y se le destinaba en principio a la profesión militar, aunque desde muy joven comenzó a mostrar su inclinación literaria y su actividad como periodista y llegó en poco tiempo a ser redactor de prestigiosas publicaciones de entonces, como La Primavera, El Heraldo, La Ilustración, El Occidente, La Época, Semanario Pintoresco Español y la Revista de España, donde tuvo la sección extranjera por muchos años. Su primer puesto político de importancia fue el de promotor fiscal de Madrid en 1853. En 1857 era oficial del Ministerio de Gobernación y antes de Revolución de 1868 ocupó distintos puestos en los ministerios de la Gobernación y de Fomento, entre otros el de censor de los teatros del Reino, director de la Gaceta de Madrid y secretario de la Intendencia de la Real Casa y Patrimonio.
Con la llegada de la Restauración y el ascenso al poder de su amigo personal Cánovas del Castillo, líder del Partido Conservador, inicia su carrera política en 1875 como director general de Contribuciones para a continuación obtener acta de diputado en el Congreso por la circunscripción de Murcia en las elecciones de 1876 y 1879. En las sucesivas elecciones celebradas entre 1881 y 1898 obtendrá un escaño por Lugo.
Durante su etapa como diputado continuará ocupando toda una serie de altos cargos públicos y políticos, regidos por los vaivenes ideológicos provocados por el «turno de partidos» entre su propia formación política y el Partido Liberal de Sagasta. Así es nombrado vicepresidente de las Cortes Españolas en 1879, director general interino de lo Contencioso, subsecretario de Hacienda en 1880 y, a partir de entonces titular de varias carteras ministeriales.
Fue ministro de Hacienda en tres ocasiones: entre el 19 de marzo de 1880 y el 8 de febrero de 1881, entre el 18 de enero de 1884 y el 27 de noviembre de 1885 y, entre el 5 de julio de 1890 y el 23 de noviembre de 1891, en sendos gobiernos presididos por Cánovas.
Posteriormente fue ministro de Gracia y Justicia entre el 23 de noviembre de 1891 y el 11 de diciembre de 1892 y ministro de Gobernación entre el 23 de marzo de 1895 y el 4 de octubre de 1897 en ambas ocasiones también en gabinetes Cánovas.
A pesar de ocupar cargos de alto nivel, Fernando Cos-Gayón mantuvo toda su vida su faceta literaria y periodística, siendo académico de la Real Academia de Ciencias Morales y Políticas y publicando artículos, libros, manuales y crónicas de forma constante hasta su muerte.

## Obras
- Historia de la administración pública de España (1851).
- Monografías diversas en la Revista de España.

## Fuente
- Aureliano Linares Rivas: Necrología del excelentísimo señor Fernando Cos-Gayón, leída ante la Real Academia de Ciencias Morales y Políticas..., Madrid, 1899.
- Alberto Rull Sabater: Diccionario sucinto de Ministros de Hacienda (s.XIX-XX). Instituto de Estuudios Fiscales, Madrid, 1991.